# Lamprophis fuscus
Lamprophis fuscus е вид змия от семейство Lamprophiidae.

## Разпространение
Видът е разпространен в Южна Африка.